# Limbajul de programare Curl
Curl — un limbaj de programare orientat spre obiecte, proiectat pentru scrierea de aplicații web interactive. Se combină marcajul textului (ca HTML), scrierea de scripturi (cum ar fi JavaScript), precum și un mecanism computațional destul de puternic (cum ar fi Java, C# și C++), toate într-un singur cadru unificat. Limba este folosită în principal pentru rezolvarea sarcinilor intracorporate, a aplicațiilor B2B și B2C.
Curl este un limbaj de markup ca HTML, adică textul simplu este arătat exact ca text; dar, în același timp, Curl include capabilitățile unui limbaj de programare orientat pe obiect, printre care se numără suportul pentru moștenire multiplă. Aplicațiile Curl nu necesită respectarea separării informațiilor, stilului și comportamentului, așa cum se face pentru HTML, CSS și JavaScript, cu toate că acest stil de programare poate fi folosit în Curl, dacă este necesar.
Pe de o parte, Curl poate fi folosit ca un substitut HTML pentru prezentarea textului formatat, pe de alta parte, capabilitățile sale nu sunt inferioare celor compilate de limbaje de programare orientate strict către obiect.
Limbajul a fost proiectat astfel încât aplicațiile Curl să poată fi compilate în codul nativ al mașinii client prin utilizarea compilației JIT și, prin urmare, ar putea fi realizate la o viteză suficient de mare.
Apleturile Curl pot fi vizualizate cu Curl RTE - un mediu de execuție cu extensii pentru browserele web. În prezent, sunt acceptate platformele Microsoft Windows, Linux și Macintosh.
Curl are capacitatea de a lucra independent de applet-uri de mai mulți ani, adică un applet web care rulează pe desktop-ul utilizatorului nu depinde de fereastra browserului, așa cum se întâmplă în Silverlight 3 și Adobe AIR. Apleturile Curl pot fi de asemenea scrise astfel încât să se execute offline atunci când sunt deconectate de la rețea (calcule cu conexiuni rare sau computere ocazional conectate). De fapt, Curl IDE este o aplicație scrisă în Curl în sine.

## Sintaxă
Un simplu applet HelloWorld Curl ar putea arăta astfel:

```
{Curl 5.0, 6.0, 7.0 applet}
{text
   color = "blue",
   font-size = 16pt,
   Hello World}
```

Acest cod va fi executat dacă utilizatorul are Curl instalat în cel puțin una din versiunile 5.0, 6.0 sau 7.0.
Curl oferă suport atât pentru macrocomenzi, cât și pentru procesarea de text, în plus față de procedurile și metodele de numire fără nume.
O alternativă la utilizarea procedurii de text "paragraph" poate fi:
```
{paragraph
   paragraph-left-indent=0.5in,
   {text color = "red", font-size = 12pt,
     Hello}
   {text color = "green", font-size = 12pt,
     World}}
```

Nu cu mult timp în urmă, acest stil de marcare a fost adoptat de limba constructorilor (Groovers for JVM), care este foarte convenabilă pentru utilizatorii care sunt obișnuiți cu CSS sau Tcl / Tk. Cele mai multe dintre caracteristicile RIA create de combinarea bibliotecilor JavaScript + HTML + CSS au fost implementate mult timp în limba Curl, incluzând astfel de caracteristici care sunt asociate în mod obișnuit cu Prototype + Scriptaculous, cum ar fi un set de file (panouri acordeon).
Curl efectuează callbacks în același stil Groovy:
```
{CommandButton width=100pt,
   height = 50pt,
   label = {center {bold Invokes an event handler when clicked}},
   control-color = "orange",
   || Attach the following event handler to this CommandButton
   {on Action do
       {popup-message
           title = "Ваше сообщение",
           "Это сообщение диалога с пользователем."
       }
   }}
```

Pentru a comenta codul în Curl, se utilizează o bară verticală în mai multe versiuni. Aici este cel mai simplu exemplu:
```
{text A comment can be on a line by itself,

|| Строчный комментарий на отдельной строке

or it can be at the end 
|| Комментарий на той же строке, что и код

of a line.}
```

## Termenii de distribuție
Sediul Curl, Inc situat în Cambridge, Massachusetts, și este o filială a Sumisho Computer Systems Corp.. Cel mai mare număr de [400 de utilizatori comerciali ai Curl sunt în Japonia și în alte țări asiatice, dar Curl este destul de accesibil în Occident.
Curl este gratuit pentru utilizare comercială și comercială limitată (consultați licențierea). Există, de asemenea, o versiune profesională care susține caracteristici suplimentare de grad industrial.